# 金承璨
金承璨(キム・スンチャン、英:Seung Chan Kim、1991年4月15日 - )は、大韓民国の発明家である。

## 説明
大韓民国の生物学者であり、Biomagnetism国内源泉技術の研究開発など、さまざまな研究成果を介して大韓民国人材像などを受賞した発明である。
さらに、現在の初代国際職務交換機構会長を務めている。磁石を基礎とした細胞の癌の成長抑制のメカニズムを解明した生物学者であり、特に、細胞分裂周期において、バンチュサ形成に最も重要なタンパク質であるGCP3の静的磁場による分散的に細胞分裂が遅延を世界で初めて究明した。これにより、今後化学療法に磁場を利用できるという基礎学問基づい確立に寄与した。 Harvard MGHの研究交流に、磁場を神経細胞に処理時の神経細胞の突起が一定の方向（磁場に垂直な方向）に成熟されて、細胞の再生に必要な基礎研究資料として使われることがある。特に脊髄神経疾患やシナプスの接続不一致で起こる病気の治療研究に基礎資料として飼料れる。初めて明らかにした特許源泉技術を開発した。

## 受賞
- 2009大韓民国人材賞（大統領表彰）
- 第47回発明の日国発明有功表彰（特許庁長表彰）
- 第49回発明の日有功者（韓国発明振興会会長賞）
- Marquis Who's Who in the World 2016